# Чихули, Дейл
Дейл Патрик Чихули (англ. Dale Patrick Chihuly; род. 1941) — американский художник-стекловар, знаменитый своими сложными с технической точки зрения инсталляциями из стекла в стиле энвайронмент. Музей изящных искусств в Бостоне характеризует работы Чихули как переходные от ремесла стеклодува к полноразмерной скульптуре.
К примеру, композиция «Стеклянный фейерверк», созданная Чихули в 2006 году и установленная в Детском музее Индианаполиса, состоит из 4800 элементов, выполненных из разноцветного стекла, и достигает 13 метров в высоту.

## Ранние годы и образование
Чихули родился 20 сентября 1941 года в Такоме, США, где впоследствии окончил среднюю школу им. Вудро Вильсона. В 1959 году Чихули поступил в Колледж Пьюджет-Саунда, где проучился год и перевелся в Вашингтонский университет, получив в 1965 году степень бакалавра искусств по специальности дизайн интерьера. В 1967 году Чихули защитил магистерскую диссертацию по скульптуре в Висконсинском университете в Мадисоне, где его научным руководителем был Харви Лителтон. В 1968 году Д. Чихули, будучи стипендиатом программы Фулбрайта, учился в Венеции, после чего получил степень магистра изобразительного искусства в Школе дизайна в Род-Айленде.

## Биография
В 1971 году Чихули основывает Школу стекловарения в Пилчаке.
В 1976 году Чихули попадает в лобовую автомобильную аварию в Англии, в результате которой полностью теряет зрение на левом глазу. Несмотря на тяжелое увечье, Чихули продолжает работу, но в 1979 году он, занимаясь серфингом, получает сильный вывих плеча и навсегда теряет возможность заниматься стеклоделием. В связи с этим он нанимает других художников для совместной работы.
Потеряв возможность непосредственно участвовать в процессе изготовления скульптур из стекла, Чихули получил возможность «сделать шаг назад и посмотреть со стороны», что позволило ему трезво оценить рабочий процесс и предвидеть сложности. Сам Чихули характеризует свою роль как «хореограф нежели танцор, в большей степени наблюдатель, чем участник, более режиссёр, чем актёр».
В дополнение к своим творческим достижениям и талантам Чихули — успешный предприниматель, чье состояние оценивается в $29 млн.

## Творчество
Хронология работ Чихули включает следующие основные периоды:
- 1975: Коллекция изделий из стекла с узорами в стиле индейцев племени Навахо.
- 1981: Коллекция «Macchia», включающая в себя изделия всех цветов, которые можно придать раскаленному стеклу.
- 1981: Персидская коллекция, созданная под влиянием ближневосточного стеклоделия XII-XIV вв. н.э.
- 1988: Венецинаская серия, основанная на мотивах итальянского арт-деко.
- 1989: Икебана, композиция из разноцветных стеклянных цветов в японском стиле икебана.
- 1992: Люстры: монументальные стеклянные конструкции из сферических поверхностей, соединенных в различные геометрические конструкции, в том числе в форме цветов и зверей.

Самое крупное собрание работ Чихули находится в музее изобразительного искусства в Оклахома-Сити. В 2012 году открылся музей «Стеклянный сад Чихули» в Сиэтле. Отдельные произведения Чихули выставлены в ведущих мировых музеях, выставочных центрах и общественных пространствах:
- Стеклянный фейерверк в Детском музее Индианаполиса — инсталляция, состоящая из двух связанных объектов, каждый из которых является отдельным экспонатом, и представляющая собой стеклянную башню, поднимающуюся в центре спиральной рампы музея.
- Люстра высотой 11 метров в музее Виктории и Альберта в Лондоне.
- Люстра в иерусалимском музее «Башня Давида».

Избранные работы
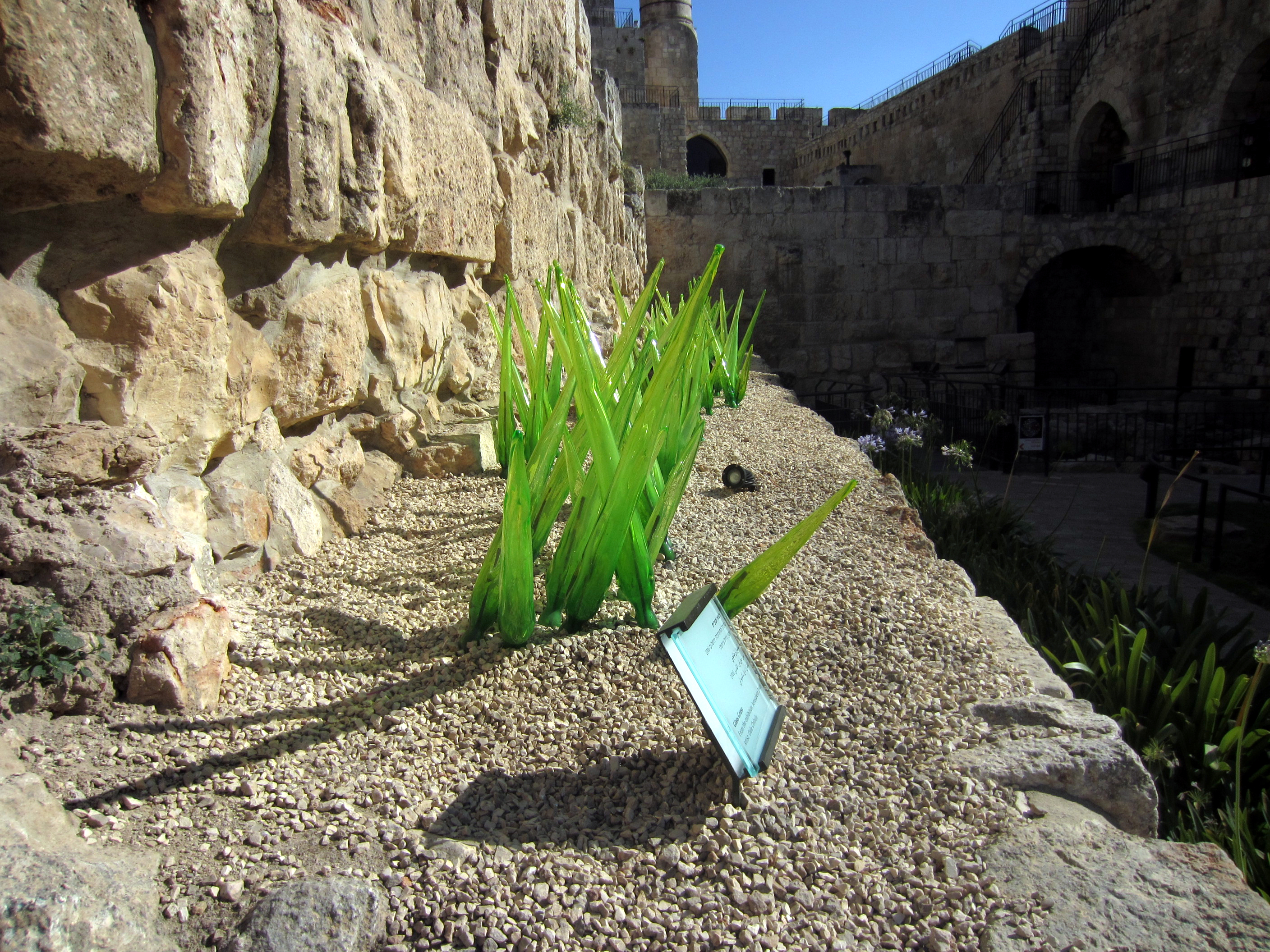
Стеклянная трава в Иерусалиме
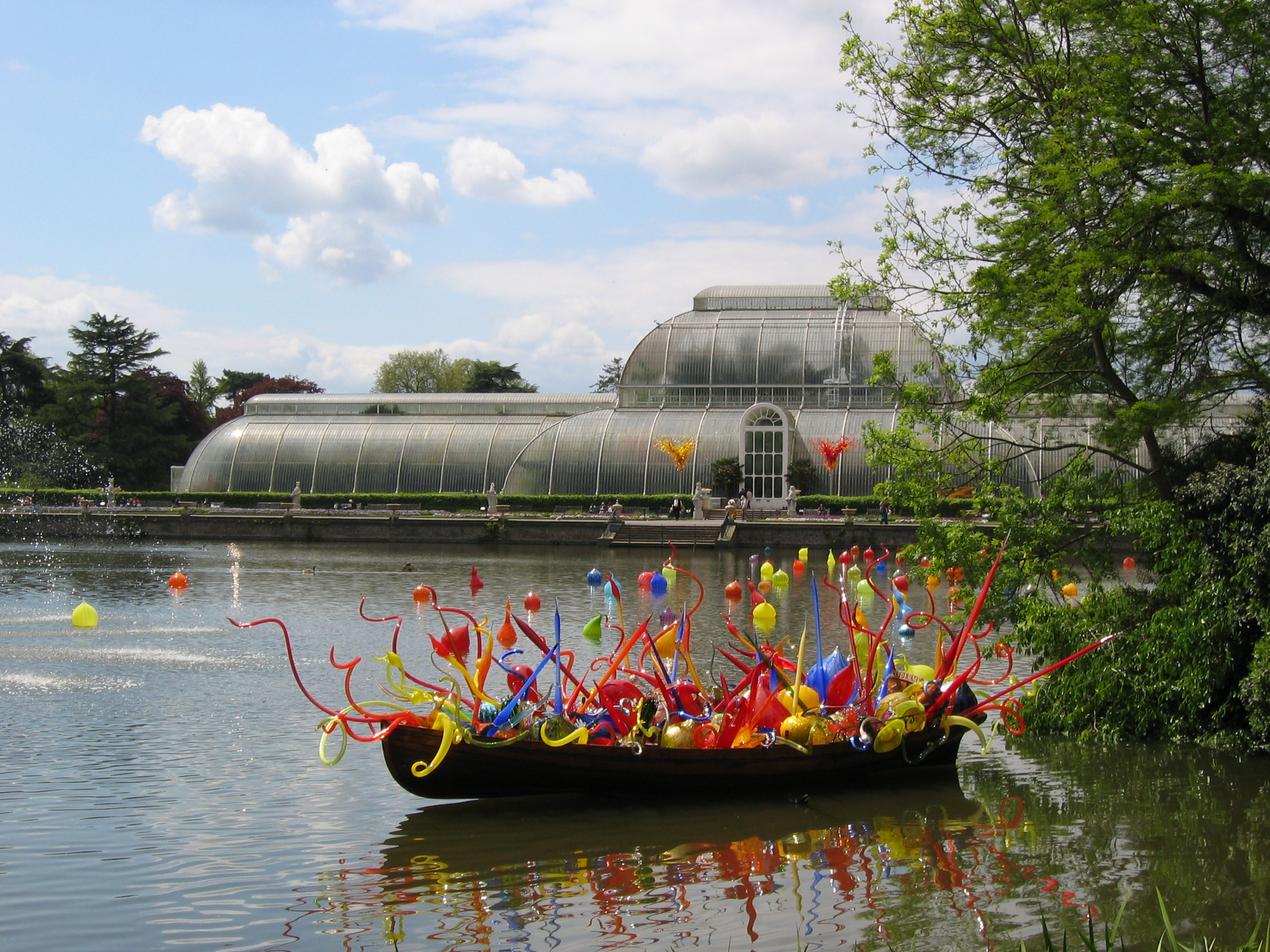
Лодка Чихули в садах Кью
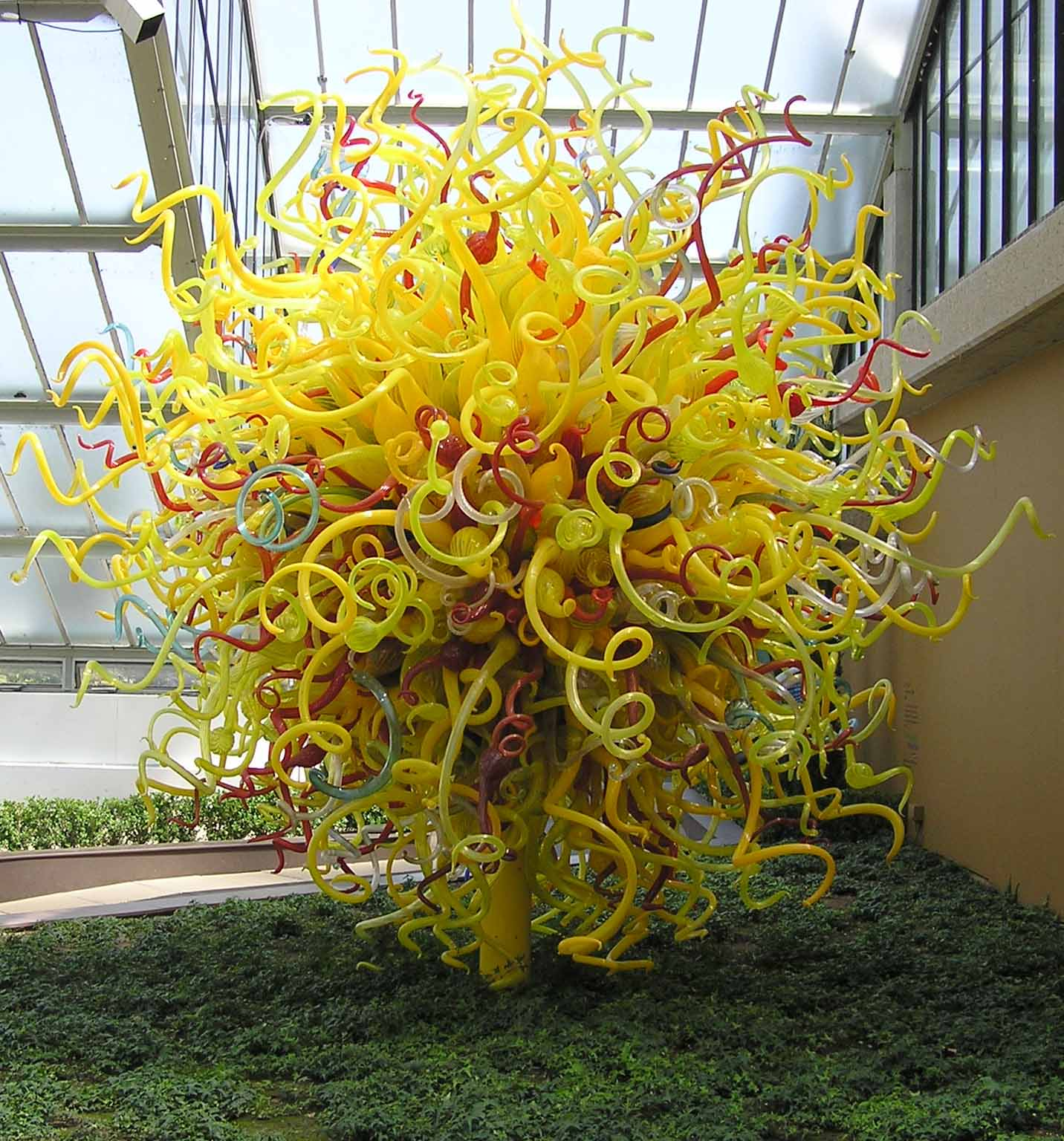
Скульптура «Солнце»
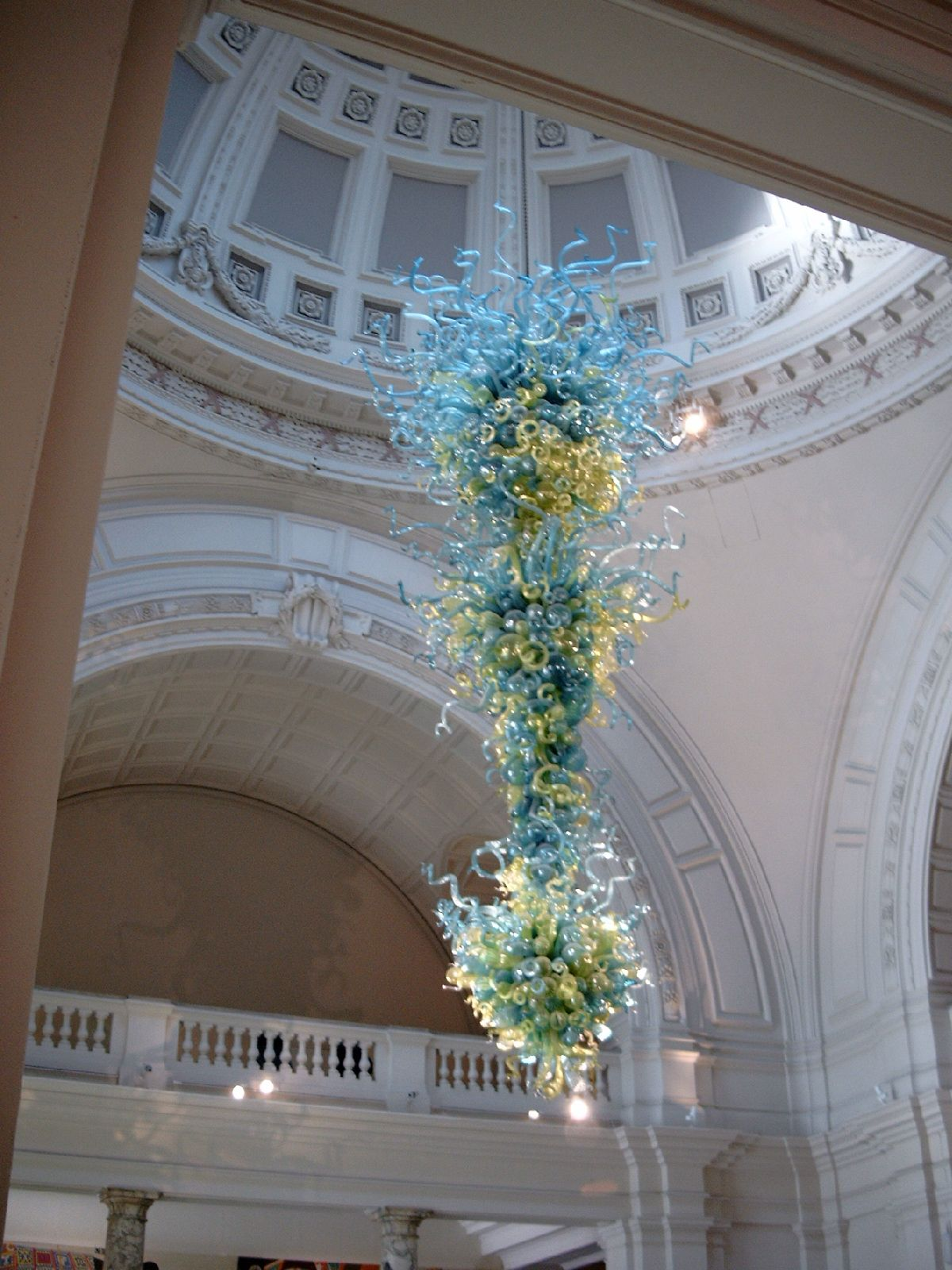
Люстра Чихули в музее Виктории и Альберта в Лондоне
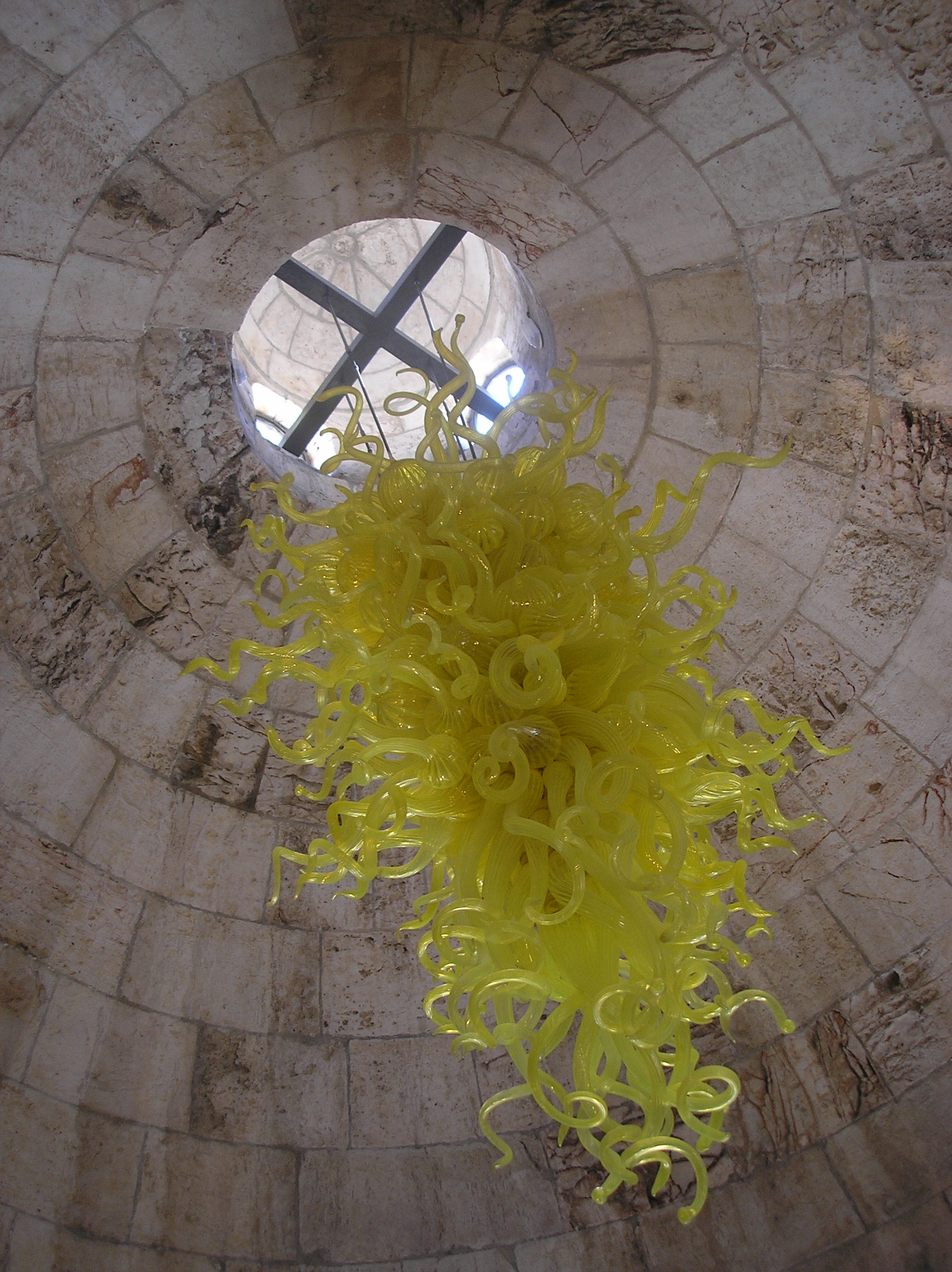
Люстра Чихули в музее «Башня Давида»

## Признание
Более двух десятков университетов присвоили Чихули степень почетного доктора, среди них:
- Висконсинский университет в Мадисоне (2013 год)
- Гавайский университет в Маноа (2012 год)
- Университет Майами (2006 год)
- Университет Хартфорда (2001 год)
- Брандейский университет (2000 год)
- Институт Пратта (1995 год)
- Школa дизайна в Род-Айленде (1986 год)